# Parque nacional Nicoll Scrub
Nicoll Scrub es un parque nacional en Queensland (Australia), ubicado a 88 km al sureste de Brisbane.

## Datos
- Área: 0,27 km²
- Coordenadas: 28°11′22″S 153°25′25″E / -28.18944, 153.42361
- Fecha de Creación: 1986
- Administración: Servicio para la Vida Salvaje de Queensland
- Categoría IUCN: II

Véase también:
- Zonas protegidas de Queensland

- Datos: Q1619336